# 바이오솔루션
바이오솔루션(Bio Solution)은 현재 비뇨기과 전문의 장송선이 경영을 맡고 있는 세포치료제 연구 기업이다.

## 역사
- 2000년 모던티슈테크놀로지(MTT)라는 사명으로 설립되었으며,[2] 모던셀앤티슈테크놀로지(MCTT, Modern Cell & Tissue Technologies)를 거쳐 현재의 사명으로 바뀌었다.
- 2025년 회사가 개발한 자가유래 연골세포치료제 '카티라이프'를 기존 조건부 품목 승인에서 정식 품목 승인으로 변경하고 있다.[3]